# Festival del Huaso de Olmué
El Festival del Huaso de Olmué es un certamen musical organizado en la comuna de Olmué (Región de Valparaíso, Chile). Desde su primera versión en 1970, se lleva a cabo en el Anfiteatro El Patagual de dicha comuna. El evento es transmitido en vivo por televisión desde el año 1984. Es uno de los festivales de la canción más importantes del país y el más relevante en el género folclórico nacional.

## Historia

### Orígenes
El certamen nació gracias a la idea de Charles Guzmán Organ, escritor y periodista del diario El Mercurio de Valparaíso, además de encargado de turismo de la Ilustre Municipalidad de Olmué. Propuso la idea al edil de la época para darle mayor relevancia al folclor de la zona, y contó con la colaboración de los exalcaldes de la comuna Hugo Quinteros, Ricardo Ghiorzi y Washington Altamirano. Por el lado de la transmisión radial, se destacó el papel que cumplió Hugo Arellano, exdirector de Radio Limache, para apoyar la difusión del evento.
La primera edición del festival tuvo lugar entre el 29 de enero y el 1 de febrero de 1970. Abarcó diversas categorías culturales, todas relacionadas con tradiciones del campo chileno: payadores, canción folklórica libre, canción dedicada a Olmué, prueba de destreza a caballo y moda huasa.
En años posteriores existieron competencias para destacar la mejor tonada y cueca, como también para destacar el género folclórico huaso o centrino. Sin embargo, desde 1990 se conservó solo la competencia de canciones inéditas de Raíz Folclórica.
Cuenta con una orquesta que acompaña en vivo la interpretación de las canciones en competencia. Entre 1998 y 2013 ese papel fue asumido por la Orquesta Folclórica de Chile, creada y dirigida por Germán Concha Pardo, músico, docente y compositor chileno.

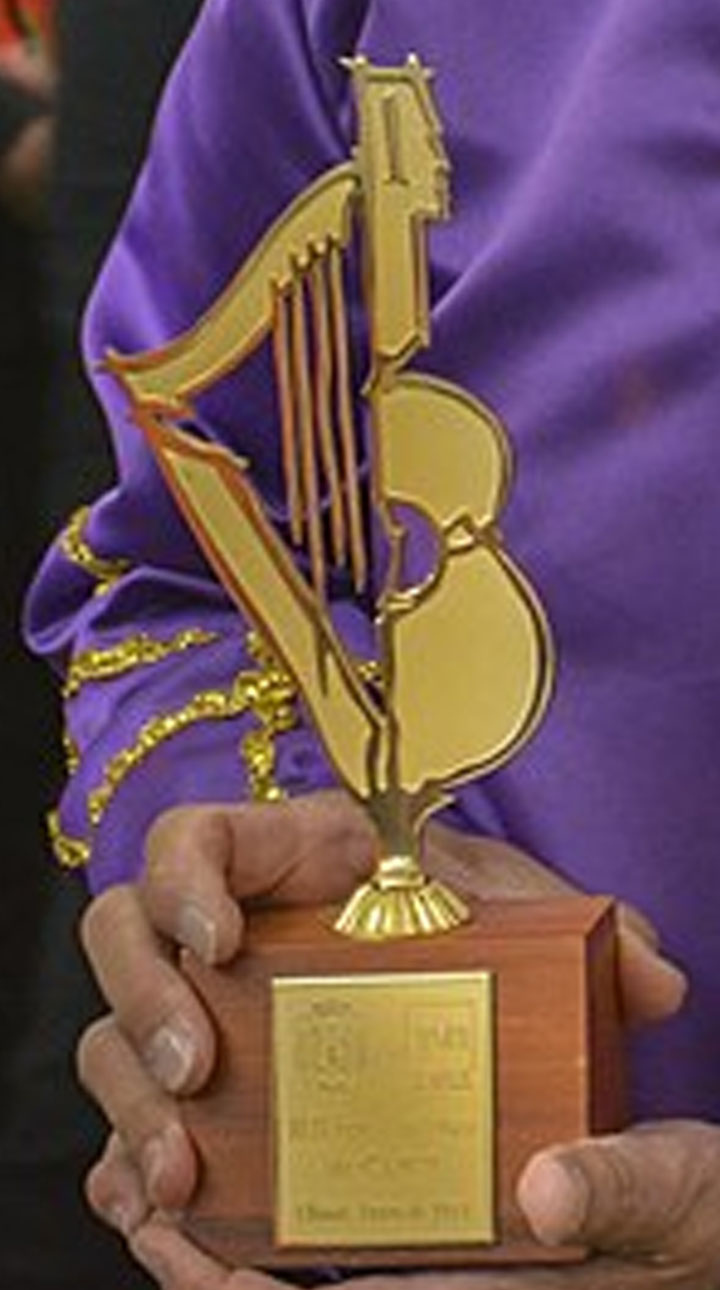

### Galardón
Los ganadores del Festival del Huaso de Olmué no solo se llevan un premio monetario, sino también el prestigioso Guitarpín de Oro, símbolo emblemático y considerado el galardón más importante del folclore chileno.
Además, resalta aún más su importancia al haber sido otorgado en tres ocasiones a figuras ilustres de la música folclórica chilena, como un reconocimiento a la trayectoria de Los Jaivas, Illapu y Maihuén de Los Ángeles. Este galardón representa un gran reconocimiento para aquellos que han contribuido de manera excepcional al enriquecimiento del folclore nacional.

Este reconocimiento, entregado de manera honorífica, ha trascendido el ámbito musical para homenajear a los creadores e impulsores del propio festival. Con un peso histórico desde 1974, el Guitarpín de Oro ha destacado la excelencia y autenticidad de las composiciones participantes.

### Llegada de la televisión
Desde 1984, el Festival del Huaso de Olmué se dio a conocer en el país gracias a su transmisión por la televisión abierta en canales como UCV TV, Chilevisión, TVN, RTU y Canal 13. Este crecimiento también llevó el festival a ser transmitido en vivo en otros lugares, como Estados Unidos a través de Univisión, y en países como Venezuela, Argentina y Colombia a través de Venevisión, Telefe y RCN Televisión. Así, el encanto del festival cruzó fronteras, compartiendo la riqueza del folclore chileno y la música de raíz con audiencias de todo el mundo, en la actualidad sigue con cobertura internacional a través de la señal de TV Chile.[cita requerida]

### Actualidad

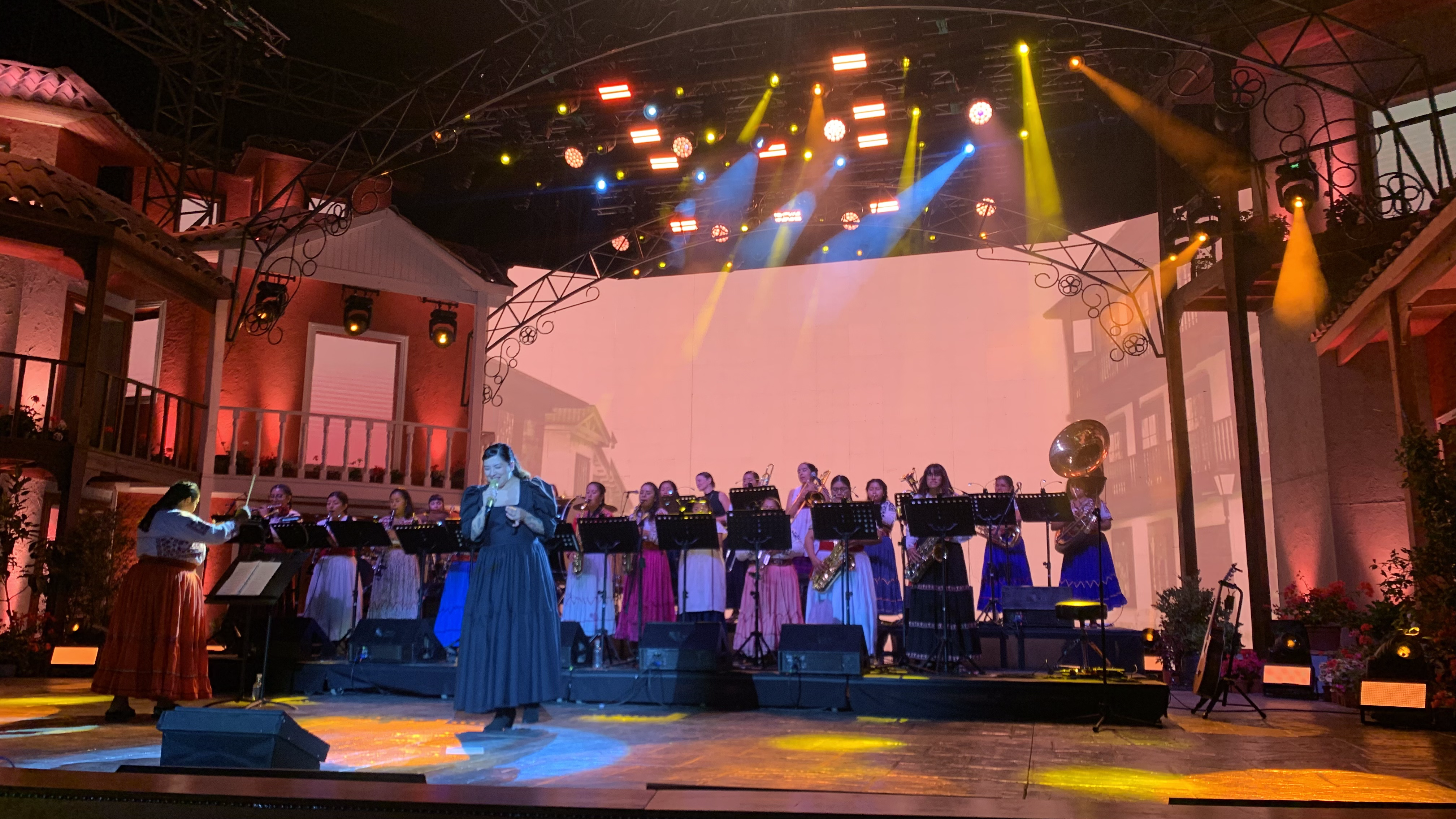
Mon Laferte en su paso por el certamen olmueíno.

En 1990, la duración del festival se redujo de cuatro a tres días, lo que fue revertido en 2014 cuando Televisión Nacional de Chile se adjudicó la transmisión y producción del evento. Con el paso de los años no solo se presentó folclor chileno, sino también sumó cantantes populares de otros países latinoamericanos y nuevos ritmos al certamen. Entre los artistas que se han presentado en el certamen destaca la variedad de géneros musicales y generaciones, ya que se han presentado cantantes internacionales con gran trayectoria como José Luis "Puma" Rodríguez, Diego Torres, José Luis Perales, Paloma San Basilio, Pedro Fernández, Mocedades, José Feliciano, Yuri, Pimpinela, Cristián Castro, Los Nocheros, Gipsy Kings y Residente.  
En el ámbito nacional, ha recibido la presencia de Denise Rosenthal, Américo, Mon Laferte, Los Jaivas, Illapu, Inti-Illimani (hoy Inti-Illimani Histórico), Patricio Manns, Myriam Hernández, Luis Jara, Palmenia Pizarro, Lucybell, Los Bunkers y Los Tres, entre muchos otros. Por otro lado, es el escenario para artistas revelación y bandas emergentes tanto nacionales como internacionales, entre los que destacan Reik, Morat, Ke Personajes, Cami, Young Cister, Princesa Alba, La Combo Tortuga, Zúmbale Primo, Santaferia y Entremares. En el humor, el festival se ha convertido en un gran escenario para el ascenso de sus carreras. 
En paralelo al certamen se realizan actividades en la comuna de Olmué, como la Trilla a yegua suelta, ferias artesanales y eventos deportivos y culturales.

## Presentadores del festival

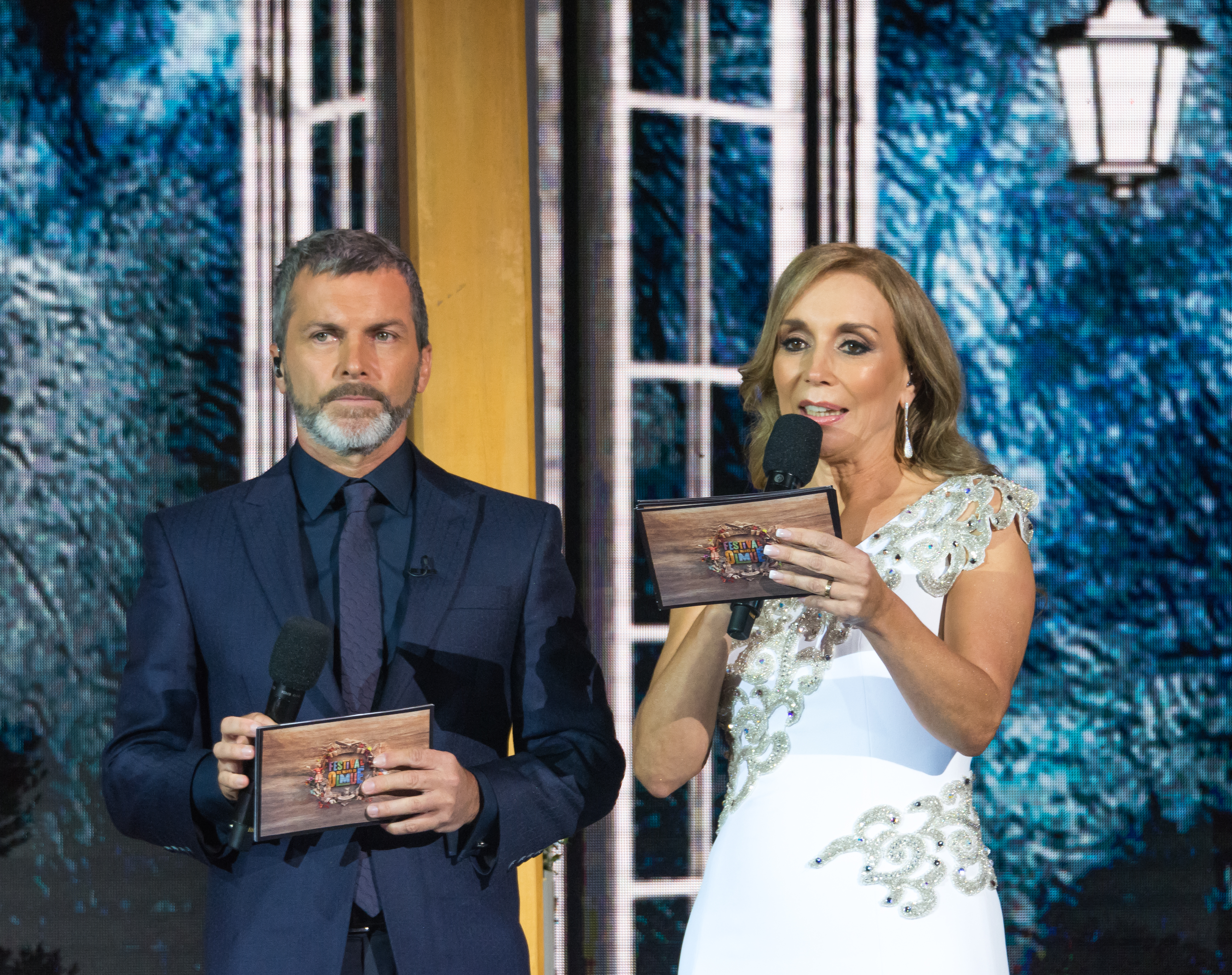
Cristián Sánchez y Karen Doggenweiler fueron los animadores de 2019.

Entre los animadores del certamen se encuentran Jorge Rencoret (1989-1990), Juan La Rivera (1993 y 1998-2003), Rodolfo Baier (1993 y 1994), Carolina Gutiérrez (1993), Claudia Conserva (1993), Marcelo Comparini (1993), Karin Yanine (1993), Juan Carlos Valdivia (1993), Loreto Valenzuela (1993), Christian Norero (1993), Enrique Evans (1993), Ana María Vélez (1993), Jeannette Frazier (1994), Juan Guillermo Vivado (1995-1997), Sergio Lagos (2004), Carlos Superocho Alarcón (2005), Leo Caprile (2006-2012 y 2017-2018), Ivette Vergara (2009-2010 y 2023-2024), Eva Gómez (2009), Kata (2009), María Luisa Godoy (2011-2012 y 2025-presente), Cristián Sánchez (2013 y 2019), Julián Elfenbein (2014-2015), Karen Doggenweiler (2014-2020), Gonzalo Ramírez (2016), Álvaro Escobar (2020) y Eduardo Fuentes (2023-presente).

## Transmisiones televisivas
El festival ha sido emitido por televisión desde 1984 por distintas estaciones televisivas chilenas. UCV Televisión (en alianza con Universidad Católica de Chile Televisión: 1984-1985, 1987-1988 y 1991-1992), Televisión Nacional de Chile (1989-1990, 2014-2020, 2023-presente), Universidad de Chile Televisión, luego RTU y posteriormente Chilevisión (1986, 1993-1997 y 2006-2013), y por último Canal 13 (1998-2004). 
El festival también ha sido transmitido en vivo y en directo a otros países a través de Venevisión, RCN Televisión, Telefe, Univision y TV Chile. 
2005
Todas las versiones del festival han sido televisadas, salvo la versión del año 2005, la razón fue que ningún canal llegó a un acuerdo para adjuntarse dicha transmisión por no demostrar interés en el certamen. 
El secretario ejecutivo Jorge Llanos criticó esta situación, criticando que “Ningún canal esté dispuesto a apoyar la música chilena”

Me parece paradojal y contradictorio que ningún canal en este país esté dispuesto a apoyar lo que nosotros hacemos y no es que nosotros hagamos una maravilla, sino lo que nosotros hacemos esfuerzos de una comuna chica por preservar las tradiciones de lo que es la música chilena

## Galardón
La canción ganadora recibe el Guitarpín de Oro, el símbolo del certamen y uno de los galardones más relevantes en las competencias de Raíz Folclórica Nacional. 